# Mariage entre humains et animaux
Les mariages entre humains et animaux apparaissent notamment dans la fiction, comme dans la mythologie et dans des récits de magie, mais des cas réels existent. Au XXIe siècle, plusieurs cas de mariage entre des humains et animaux non humains sont rapportés. Ce type d'union est souvent considéré comme étant proche de la zoophilie, même si les deux sujets ne sont pas nécessairement liés. Bien que les lois ne mentionnent généralement pas ces cas, la législation réprouve souvent les actes sexuels entre humains et animaux non-humains en vertu des lois de protection animale.

## Fiction
Cette pratique apparaît dans plusieurs histoires mythologiques ou folkloriques, et correspond souvent à un mariage entre des dieux et des héros. Un conte chinois donne l'exemple d'une femme se mariant avec un cheval, tandis qu'une légende irlandaise narre l'histoire d'un roi qui épouse un cheval, symbole d'union divine entre le roi et la déesse de la terre. Chez les indiens cheyennes, un récit parle d'une jeune fille qui épouse un chien, tandis que beaucoup d'histoires amérindiennes parlent de gens s'étant unis à des animaux, dont les esprits prennent souvent une forme humaine. Ils ne sont alors pas littéralement considérés comme des animaux, mais des représentants du règne animal.

## Cas réels
En 2006 au Soudan, un homme est forcé de se marier avec une chèvre après avoir été surpris lors d'un acte sexuel avec celle-ci. D'autres mariages avec des humains impliquent des animaux tels que des chiens, des chats, des grenouilles et un dauphin,,,,,. En 2010, un Balinais âgé de 18 ans est surpris en plein rapport sexuel avec une vache qu'il accuse d'avoir flirté avec lui. Il est contraint de se marier avec elle au cours d'une cérémonie, censée nettoyer le village de cet acte de bestialité immorale. Les nouveaux mariés sont noyés, lui symboliquement, et elle réellement.